# Търнавски край
Търнавският край (на словашки: Trnavský kraj) е сред 8-те края на Словашката република. Разположен е в западната част на страната. Административен център на окръга е град Търнава. Площта му е 4148 км², а населението е 566 008 души (по преброяване от 2021 г.).

## География
Търнавският край се намира в западната част на Словакия и образува териториална ивица между Братиславския край и останалата част на Словакия, между австрийската и чешка граници на север и унгарската граница на юг. Частта на север от Малките Карпати е част от низината Захорие, с двата ѝ дяла: хълмистото Хвойницко възвишение и равната Борска низина. В допълнение към тях, в района се намират и част от Миявското възвишение и част от Белите Карпати. Плодородната Дунавска низина се намира на юг от Малките Карпати, отново с два поддяла: Дунавската равнина в южната част, с речния Житен остров и Дунавската хълмиста местност на север. Големите реки са Дунав на границата с Унгария, с част от язовир Габчиково, Малък Дунав, която заедно с Дунав оформя Житния остров, Вах на изток, Дудвах в средата, и река Морава на северозапад, по протежение на австрийската и чешката граници. Границите на окръга са: австрийска Долна Австрия и чещкия Южноморавски край на северозапад, Тренчинският край на север, Нитранският край на изток, унгарската област Дьор-Мошон-Шопрон на юг и Братиславският край на запад.

## Административно деление
Търнавският край се състои от 7 окръга (okresy):
- окръг Галанта (Galanta)
- окръг Хлоховец (Hlohovec)
- окръг Дунайска Стреда (Dunajská Streda)
- окръг Пиещяни (Piešťany)
- окръг Сеница (Senica)
- окръг Скалица (Skalica)
- окръг Търнава (Trnava)